# ファンケンテレキーVS.プレイスボ・シンドローム
『ファンケンテレキーVS.プレイスボ・シンドローム』（原題：Funkentelechy Vs. the Placebo Syndrome）は、アメリカ合衆国のファンク・バンド、パーラメントが1977年に発表した6作目のスタジオ・アルバム。

## 背景
『マザーシップ・コネクション』（1975年）で初登場したキャラクターのスター・チャイルドと、スヌーズ・ガンでファンク感覚を麻痺させる「Sir Nose D'Voidoffunk」との戦いをコンセプトとした作品で、パーラメントは後の作品でも、この戦いの続きを描いた。なお、収録曲「バップ・ガン」のタイトルは、スター・チャイルドの武器（撃たれるとファンク力が上がる）の名前である。本作のオリジナルLPには、8ページのコミックと「Sir Nose D'Voidoffunk」のポスターが封入されており、コミックを描いたオーヴァートン・ロイドは、本作を機にPファンク・ファミリー入りを果たした。
「フラッシュ・ライト」は、元々はブーツィー・コリンズ率いるブーツィーズ・ラバー・バンド用に作られた曲である。なお、クレジットによれば、コリンズは本作のレコーディングでベースもギターも弾いておらず、ベースはコーデル・モースンが担当した。

## 反響・評価
アメリカのBillboard 200では、パーラメントのアルバムとしては『マザーシップ・コネクション』と並ぶ最高位の13位を記録した。また、『ビルボード』のR&Bアルバム・チャートでは2位に達した。本作からのシングル「フラッシュ・ライト」は、Billboard Hot 100で16位に達して自身2作目の全米トップ40シングルとなり、『ビルボード』のR&Bシングル・チャートではバンドにとって初の1位獲得を果たした。
Ned Raggettはオールミュージックにおいて満点の5点を付け「明らかにバンドの最高傑作の一つ」「少なくとも3曲は、パーラメントが発表してきた曲の中でも最良の部類に入る」と評している。アージ・オーヴァーキルは、本作収録曲「ファンケンテレキー」の歌詞からバンド名を取った。

## 収録曲
Side 1
1. バップ・ガン - "Bop Gun (Endangered Species)" (George Clinton, Garry Shider, Bootsy Collins) - 8:36
2. サー・ノウズ・ドボイドブファンク - "Sir Nose d'Voidoffunk (Pay Attention - B3M)" (G. Clinton, B. Collins, Bernie Worrell) - 10:10
3. ウィザード・オブ・ファイナンス - "Wizard of Finance" (G. Clinton, Ronald Ford, Glenn Goins) - 4:24

Side 2
1. ファンケンテレキー - "Funkentelechy" (G. Clinton, B. Collins) - 10:59
2. プレイスボ・シンドローム - "Placebo Syndrome" (G. Clinton, Billy Nelson) - 4:23
3. フラッシュ・ライト - "Flash Light" (G. Clinton, B. Collins, B. Worrell) - 5:48

## 参加ミュージシャン
- ジョージ・クリントン、ドーン・シルヴァ、デビー・ライト、ジャネット・ワシントン、リン・メイブリー、レイ・デイヴィス - ボーカル
- バーニー・ウォーレル - キーボード、シンセサイザー、ホーン・アレンジ
- ゲイリー・シャイダー - ギター、ボーカル
- グレン・ゴインズ - ギター、ボーカル
- マイケル・ハンプトン - ギター
- コーデル・モースン - ベース、ボーカル
- ジェローム・ブレイリー - ドラムス、パーカッション
- フレッド・ウェズリー - ホーン、ホーン・アレンジ
- クレイ・ローリー、ダニー・コルテス、ダリル・ディクスン、メイシオ・パーカー、リック・ガードナー、リチャード・グリフィス、ヴァレリー・ドレイトン - ホーン
- ビリー・ネルソン、ブーツィー・コリンズ、フランク・ワディ、ゲイリー・クーパー、ジョエル・ジョンソン、ルー・ゴールドマン、フェルプス・コリンズ、リック・ギルモア、ロバート・ジョンソン、ロン・フォード - バッキング・ボーカル、手拍子ほか